# Marcus Maxwell
Marcus James Maxwell (8 de julio de 1983 in Berkeley, California) es un jugador de fútbol americano profesional juega de wide receiver para Sacramento Mountain Lions en la United Football League. Él fue seleccionado en la séptima ronda en el Draft de 2005 por San Francisco 49ers. Jugo de colegial con Oregon.
Maxwell también jugó con Hamburg Sea Devils en la NFL Europa, Cincinnati Bengals, Baltimore Ravens, Tampa Bay Buccaneers, y Seattle Seahawks en la National Football League y Florida Tuskers en la United Football League.